# Маэно Рётаку
Маэ́но Рёта́ку (яп. 前野 良沢 Маэно Рё:таку, 1723 — 30 ноября 1803) — японский врач периода Эдо. Знаток хирургии и анатомии. Представитель научного течения рангаку.

## Биография
Маэно Рётаку родился в 1723 году в княжестве Накацу в провинции Будзэн в семье врача. Он изучал рангаку под руководством Аоки Конъё. В 1770 году Рётаку отправился в Нагасаки, где находилась голландская торговая фактория, для стажировки в «голландских науках».
В 1774 году, совместно с врачом Сугитой Гэмпаку, Рётаку перевёл голландский труд «Ontleedkundige Tafelen», который назвал «Новый учебник анатомии» (яп. 解体新書). Это был первый научный труд по анатомии в Японии. Это издание положило начало западной академической медицины в Японии и способствовало популяризации рангаку. Авторство Маэно не было известно до 1815 года, до выхода «Начал рангаку» Сугиты Гэмпаку.